# Apasra Hongsakula
Apasara Hongsakula (tiếng Thái: อาภัสรา หงสกุล; sinh ngày 16 tháng 1 năm 1947 tại Băng Cốc, Thái Lan) là một hoa hậu Thái Lan từng đăng quang danh hiệu Hoa hậu Hoàn vũ 1965. Bà là người phụ nữ Thái Lan đầu tiên đăng quang Hoa hậu Hoàn vũ trong lịch sử. Với chiều cao khiêm tốn 5'4" (xấp xỉ 1,63 m), bà cũng là Hoa hậu Hoàn vũ có chiều cao thấp nhất từng đăng quang.